# Trilogía de Deadpool
La Trilogía de Deadpool comprende tres películas de superhéroes, acción y ciencia ficción. Las primeras dos: Deadpool (2016) y Deadpool 2 (2018), están ambientadas en la saga fílmica de los X-Men, mientras que Deadpool & Wolverine (2024) se encuentra ambientada en el Universo cinematográfico de Marvel.

## Películas
| Película             | Fecha de lanzamiento  | Director     | Guionista (s)                                                    | Productor                                           |
| -------------------- | --------------------- | ------------ | ---------------------------------------------------------------- | --------------------------------------------------- |
| Deadpool             | 12 de febrero de 2016 | Tim Miller   | Rhett Reese y Paul Wernick                                       | Lauren Shuler Donner, Simon Kinberg y Ryan Reynolds |
| Deadpool 2           | 18 de mayo de 2018    | David Leitch | Rhett Reese, Paul Wernick y Ryan Reynolds                        | Lauren Shuler Donner, Simon Kinberg y Ryan Reynolds |
| Deadpool & Wolverine | 26 de julio de 2024   | Shawn Levy   | Rhett Reese, Paul Wernick, Zeb Wells, Ryan Reynolds y Shawn Levy | Kevin Feige, Ryan Reynolds y Shawn Levy             |

### Deadpool (2016)
Wade Wilson, quien, tras ser sometido a un perverso experimento que le confiere poderes de curación acelerada, adopta el alter ego de Deadpool. Armado con sus nuevas habilidades y un oscuro y perverso sentido del humor, Deadpool persigue al hombre que casi acabó con su vida.

### Deadpool 2 (2018)
Wade deberá luchar contra ninjas, yakuzas y una manada de canes sexualmente agresivos mientras viaja alrededor del mundo para descubrir la importancia de la familia, la amistad y el sabor, encontrando un nuevo gusto por la aventura y ganándose la codiciada taza de 'Mejor Amante del Mundo'.

### Deadpool & Wolverine (2024)
Han pasado 6 años después de la trama al finalizar la segunda película, Wade es llevada por la TVA para que lo ayude a salvar su universo y necesitará la ayuda de un Wolverine (que pertenece a otro universo de las anteriores película de X-Men), para detener una amenaza que destruirá tanto la existencia de los mutantes, como el universo entero.

## Reparto y personajes

### Protagonistas
|                                                  |
| Ryan Reynolds, interpreta a Wade Wilson/Deadpool |

|                                                    |
| Hugh Jackman, interpreta a James Howlett/Wolverine |

|                                       |
| Morena Baccarin, interpreta a Vanessa |

|                                               |
| T. J. Miller, interpreta a Jack Hammer/Weasel |

|                                                    |
| Stefan Kapičić, interpreta a Piotr Rasputin/Coloso |

|                                                          |
| Brianna Hildebrand, interpreta a Ellie Hiciste/Negasonic |

|                                    |
| Shiori Kutsuna, interpreta a Yukio |

### Antagonistas
|                                              |
| Ed Skrein, interpreta a Francis Freeman/Ajax |

|                                                   |
| Eddie Marsan, interpreta al director del orfanato |

|                                          |
| Emma Corrin, interpreta a Cassandra Nova |

|                                         | Deadpool (2016)    | Deadpool 2 (2018)  | Deadpool & Wolverine (2024) |
| --------------------------------------- | ------------------ | ------------------ | --------------------------- |
| Wade Wilson Deadpool                    | Ryan Reynolds      | Ryan Reynolds      | Ryan Reynolds               |
| Vanessa Carlysle                        | Morena Baccarin    | Morena Baccarin    | Morena Baccarin             |
| Blind Al                                | Leslie Uggams      | Leslie Uggams      | Leslie Uggams               |
| Dopinder                                | Karan Soni         | Karan Soni         | Karan Soni                  |
| Jack Hammer Weasel                      | T. J. Miller       | T. J. Miller       |                             |
| Piotr Rasputin Coloso                   | Stefan Kapičić     | Stefan Kapičić     | Stefan Kapičić              |
| Ellie Hiciste Negasonic Teenage Warhead | Brianna Hildebrand | Brianna Hildebrand | Brianna Hildebrand          |
| Francis Freeman Ajax                    | Ed Skrein          |                    |                             |
| El Reclutador                           | Jed Rees           |                    |                             |
| Cable                                   |                    | Josh Brolin        |                             |
| Russell Collins Firefist                |                    | Julian Dennison    |                             |
| Neena Thurman Dominó                    |                    | Zazie Beetz        |                             |
| el director del orfanato                |                    | Eddie Marsan       |                             |
| Yukio                                   |                    | Shiori Kutsuna     | Shiori Kutsuna              |
| Peter                                   |                    | Rob Delaney        | Rob Delaney                 |
| James Howlett Wolverine                 |                    |                    | Hugh Jackman                |
| Cassandra Nova                          |                    |                    | Emma Corrin                 |

## Recepción

### Taquilla
| Película             | Estreno (en Estados Unidos) | Ingresos         | Ingresos          | Ingresos       | Ranking histórico | Ranking histórico | Presupuesto  | Ref.  |
| Película             | Estreno (en Estados Unidos) | EE. UU. y Canadá | Otros territorios | Mundial        | EE. UU. y Canadá  | Mundial           | Presupuesto  | Ref.  |
| -------------------- | --------------------------- | ---------------- | ----------------- | -------------- | ----------------- | ----------------- | ------------ | ----- |
| Deadpool             | 12 de febrero de 2016       | $363,070,709     | $420,042,270      | $783,112,979   | 42                | 80                | $58,000,000  | [ 2 ] |
| Deadpool 2           | 18 de mayo de 2018          | $324,591,735     | $460,455,185      | $785,046,920   | 68                | 91                | $110,000,000 | [ 3 ] |
| Deadpool & Wolverine | 22 de julio de 2024         | $636,745,858     | $701,325,490      | $1,338,071,348 | 13                | 28                | $200,000,000 | [ 4 ] |
| Total                | Total                       | $1,324,408,302   | $1,581,822,945    | $2,906,231,247 |                   |                   | $368,000,000 |       |

### Crítica
| Película   | Rotten Tomatoes   | Rotten Tomatoes      | Rotten Tomatoes     | Metacritic      | IMDb                  | FilmAffinity       | CinemaScore |
| Película   | Críticos          | Críticos importantes | Audiencia           | Metacritic      | IMDb                  | FilmAffinity       | CinemaScore |
| ---------- | ----------------- | -------------------- | ------------------- | --------------- | --------------------- | ------------------ | ----------- |
| Deadpool   | 85% (349 reseñas) | 72% (67 reseñas)     | 90% (100 000 votos) | 65 (49 reseñas) | 8.0 (1 100 000 votos) | 6.8 (53 885 votos) | A           |
| Deadpool 2 | 84% (422 reseñas) | 69% (80 reseñas)     | 85% (25 000 votos)  | 66 (51 reseñas) | 7.6 (611 000 votos)   | 6.7 (30 938 votos) | A           |
| Promedio   | 85%               | 71%                  | 88%                 | 66              | 7.8                   | 6.8                | A           |